# Parlamentos nacionales de la Unión Europea
Los parlamentos nacionales en la Unión Europea es la denominación que otorga el Derecho constitucional europeo a los órganos legislativos de los Estados de la Unión. 
De acuerdo con los Tratados constitutivos, los parlamentos nacionales disponen de ciertas facultades en la esfera europea, especialmente en lo referido al procedimiento legislativo, como guardianes (en el plano político) del principio de subsidiariedad. También son depositarios de algunas funciones constitucionales referidas a la revisión de los Tratados y al ingreso de nuevos Estados en la Unión. Asimismo son competentes para ejercer control político (junto con el Parlamento Europeo) en ciertos ámbitos de la política comunitaria relativos al espacio de libertad, seguridad y justicia que puedan tener consecuencias directas para los derechos y libertades de las personas. Para ejercer todas estas funciones, las instituciones comunitarias tienen el deber de informar adecuadamente a los parlamentos nacionales sobre sus actividades en estos ámbitos, y en general sobre todo proyecto legislativo.
Desde 1989 y con objeto de acometer plenamente sus funciones, el Parlamento Europeo y los parlamentos nacionales cooperan entre sí en un foro específico nacido a este fin: la COSAC (Conferencia de Órganos especializados en Asuntos Comunitarios). Esta conferencia, que reúne a diputados de las comisiones parlamentarias competentes en asuntos de la UE de los parlamentos nacionales, podrá al efecto dirigir al Parlamento Europeo, al Consejo y a la Comisión Europea cualquier contribución que considere conveniente, además de disponer de otras funciones y facultades.
A la hora de ejercer sus potestades, para que la mayoría de parlamentos nacionales se considere suficiente para decantar una posición suelen requerirse un mínimo de un tercio de sus votos. A tal efecto, se conceden dos votos a cada poder legislativo nacional; en los sistemas bicamerales, cada rama detenta un voto; en los sistemas unicamerales, la asamblea única decide con voto doble.

## Historia en la UE
Desde 1989, diputados de las comisiones competentes de los parlamentos nacionales y del Parlamento Europeo se reúnen con periodicidad semestral en el seno de la Conferencia de órganos especializados en asuntos comunitarios (COSAC).
Tras la entrada en vigor del Tratado de Maastricht en 1993, las competencias de la Unión Europea fueron ampliadas a campos que correspondían tradicionalmente a los Estados, como la justicia y los asuntos de interior. Por esta razón, una declaración sobre el cometido de los parlamentos nacionales en la Unión Europea subrayó la importancia de los contactos entre los parlamentos nacionales y el Parlamento Europeo.
En virtud de esta declaración anexa al Tratado de Maastricht, se insta a la Comisión, al Parlamento, al Consejo y a los Gobiernos de los Estados miembros a facilitar con suficiente antelación a sus respectivos parlamentos las propuestas legislativas de la Comisión para información o para que puedan ser examinadas. Esta declaración recomienda asimismo que se intensifiquen los intercambios de información entre el Parlamento Europeo y los parlamentos nacionales, para facilitar la participación de éstos en el proceso comunitario y permitirles llevar a cabo un mayor control democrático.
El Tratado de Ámsterdam añade al Tratado de la Unión Europea un protocolo sobre el cometido de los parlamentos nacionales. En él se establece que todos los documentos de consulta de la Comisión (libros blancos y verdes y comunicaciones) deben transmitirse a los parlamentos nacionales.
Entre el momento en que la Comisión transmite una propuesta legislativa al Parlamento Europeo y al Consejo y la fecha de inclusión de dicha propuesta en el orden del día del Parlamento y del Consejo debe transcurrir un plazo de seis semanas, para que los parlamentos nacionales puedan debatirla.
Además, la COSAC puede dirigir a las instituciones de la Unión cualquier contribución que juzgue conveniente, y estudiar cualquier propuesta legislativa relacionada con la creación de un espacio de libertad, seguridad y justicia

## Lista de parlamentos nacionales
| Estado          | Sistema parlamentario | Nombre del parlamento                                                                                               | Nombre del parlamento                                                                         |
| Estado          | Sistema parlamentario | Cámara baja (miembros)                                                                                              | Cámara alta (miembros)                                                                        |
| --------------- | --------------------- | --- | --------------------------------------------------------------------------------------------- |
| Austria         | Bicameral             | Asamblea Federal (Bundesversammlung)                                                                                | Asamblea Federal (Bundesversammlung)                                                          |
| Austria         | Bicameral             | Consejo Nacional (Nationalrat) (183)                                                                                | Consejo Federal (Bundesrat) (61)                                                              |
| Bélgica         | Bicameral             | Parlamento Federal (Federaal Parlement / Parlement Fédérale / Föderales Parlament)                                  | Parlamento Federal (Federaal Parlement / Parlement Fédérale / Föderales Parlament)            |
| Bélgica         | Bicameral             | Cámara de Representantes (Kamer van Volksvertegenwoordigers / Chambre des Représentants / Abgeordnetenkammer) (150) | Senado (Senaat / Sénat / Senat) (60)                                                          |
| Bulgaria        | Unicameral            | Asamblea Nacional (Народно събрание) (240)                                                                          | Asamblea Nacional (Народно събрание) (240)                                                    |
| Chipre          | Unicameral            | Cámara de Representantes (Βουλή των Αντιπροσώπων / Temsilciler Meclisi) (56)                                        | Cámara de Representantes (Βουλή των Αντιπροσώπων / Temsilciler Meclisi) (56)                  |
| República Checa | Bicameral             | Parlamento (Parlament)                                                                                              | Parlamento (Parlament)                                                                        |
| República Checa | Bicameral             | Cámara de Diputados (Poslanecká sněmovna) (200)                                                                     | Senado (Senát) (81)                                                                           |
| Dinamarca       | Unicameral            | Asamblea de Gobierno del Pueblo (Folketinget) (179)                                                                 | Asamblea de Gobierno del Pueblo (Folketinget) (179)                                           |
| Estonia         | Unicameral            | Asamblea del Estado (Riigikogu) (101)                                                                               | Asamblea del Estado (Riigikogu) (101)                                                         |
| Finlandia       | Unicameral            | Representantes de los Pueblos (Eduskunta / Riksdag) (200)                                                           | Representantes de los Pueblos (Eduskunta / Riksdag) (200)                                     |
| Francia         | Bicameral             | Parlamento (Parlement) / (se reúne conjuntamente en Congreso) (Congrès)                                             | Parlamento (Parlement) / (se reúne conjuntamente en Congreso) (Congrès)                       |
| Francia         | Bicameral             | Asamblea Nacional (Assemblée nationale) (577)                                                                       | Senado (Sénat) (343)                                                                          |
| Alemania        | Bicameral             | La Dieta y el Consejo se reúnen conjuntamente en Asamblea Federal                                                   | La Dieta y el Consejo se reúnen conjuntamente en Asamblea Federal                             |
| Alemania        | Bicameral             | Dieta Federal (Bundestag) (736)                                                                                     | Consejo Federal (Bundesrat) (69)                                                              |
| Grecia          | Unicameral            | Consejo de los Helenos (Βουλή των Ελλήνων) (300)                                                                    | Consejo de los Helenos (Βουλή των Ελλήνων) (300)                                              |
| Hungría         | Unicameral            | Asamblea Nacional (Országgyűlés) (386)                                                                              | Asamblea Nacional (Országgyűlés) (386)                                                        |
| Irlanda         | Bicameral             | Cámaras Legisladoras                                                                                                | Cámaras Legisladoras                                                                          |
| Irlanda         | Bicameral             | Dieta de Irlanda (Dáil Éireann) (166)                                                                               | Senado de Irlanda (Seanad Éireann) (60)                                                       |
| Italia          | Bicameral             | Parlamento (Parlamento)                                                                                             | Parlamento (Parlamento)                                                                       |
| Italia          | Bicameral             | Cámara de Diputados (Camera dei Deputati) (630)                                                                     | Senado de la República (Senato della Repubblica) (315)                                        |
| Letonia         | Unicameral            | Dieta (Saeima) (100)                                                                                                | Dieta (Saeima) (100)                                                                          |
| Lituania        | Unicameral            | Dieta (Seimas) (141)                                                                                                | Dieta (Seimas) (141)                                                                          |
| Luxemburgo      | Unicameral            | Cámara de Diputados (Chambre des Députés / Abgeordnetenkammer / Châmber vun Députéirten) (60)                       | Cámara de Diputados (Chambre des Députés / Abgeordnetenkammer / Châmber vun Députéirten) (60) |
| Malta           | Unicameral            | Cámara de Representantes (il-Kamra tar-Rappreżentanti) (69)                                                         | Cámara de Representantes (il-Kamra tar-Rappreżentanti) (69)                                   |
| Países Bajos    | Bicameral             | Estados Generales (Staten–Generaal)                                                                                 | Estados Generales (Staten–Generaal)                                                           |
| Países Bajos    | Bicameral             | Segunda Cámara de los Estados Generales (Tweede Kamer) (150)                                                        | Primera Cámara de los Estados Generales (Eerste Kamer) (75)                                   |
| Polonia         | Bicameral             | Asamblea Nacional (Zgromadzenie Narodowe)                                                                           | Asamblea Nacional (Zgromadzenie Narodowe)                                                     |
| Polonia         | Bicameral             | Dieta (Sejm) (460)                                                                                                  | Senado (Senat) (100)                                                                          |
| Portugal        | Unicameral            | Asamblea de la República (Assembleia da República) (230)                                                            | Asamblea de la República (Assembleia da República) (230)                                      |
| Rumania         | Bicameral             | Parlamento (Parlamentul)                                                                                            | Parlamento (Parlamentul)                                                                      |
| Rumania         | Bicameral             | Cámara de Diputados (Camera Deputaţilor) (332)                                                                      | Senado (Senat) (137)                                                                          |
| Eslovaquia      | Unicameral            | Consejo Nacional (Národná rada) (150)                                                                               | Consejo Nacional (Národná rada) (150)                                                         |
| Eslovenia       | Bicameral             | Parlamento (Parlament)                                                                                              | Parlamento (Parlament)                                                                        |
| Eslovenia       | Bicameral             | Asamblea Nacional (Državni zbor) (90)                                                                               | Consejo Nacional (Državni svet) (40)                                                          |
| España          | Bicameral             | Cortes Generales | Cortes Generales                                                                              |
| España          | Bicameral             | Congreso de los Diputados (350)                                                                                     | Senado de España (259)                                                                        |
| Suecia          | Unicameral            | Dieta del País (Riksdagen) (349)                                                                                    | Dieta del País (Riksdagen) (349)                                                              |